# محمد بن عبد الله النويصر
محمد بن عبد الله النويصر (1344هـ - 1430 هـ) رئيس الديوان الملكي السعودي سابقاً.
 وصفه الديوان الملكي السعودي في بيان نعيه بأنه «من رجالات الدولة الذين خدموا دينهم ومليكهم وبلادهم لأكثر من ستين عاما بكل تفان وإخلاص، وتقلد عدة مناصب كان آخرها رئيسا للديوان الملكي».

## الولادة والنشأة
ولد محمد النويصر في الخبراء (القصيم) عام 1344هـ و ينتمي لاسرة النويصر في القصيم. تلقى تعليمه في مدرسة الفلاح وتخرج فيها عام 1353هـ.

## أعماله الحكومية
أول عمل له كان في وزارة المالية، وأوفد إلى حائل لتنظيم المالية هناك،
ثم التحق بديوان الملك في الحجاز، فسكرتيرا مع الشيخ إبراهيم السليمان العقيل، وهو ما مكنه من مرافقة مكتب الأمير (الملك) فيصل في رحلاته التي كان من أولاها إلى سان فرانسيسكو عام 1364هـ للتوقيع على ميثاق الأمم المتحدة، وهي الفترة التي بدأت معها صلته بالملك فيصل تتوثق وتتدرج.
عين رئيسا للديوان الملكي الذي أمضى فيه رئيسا لـ 42 عاما في عهود الملوك فيصل بن عبد العزيز، و خالد بن عبد العزيز، و فهد بن عبد العزيز، واستمر رئيساً للديوان الملكي في بداية عهد خادم الحرمين الشريفين الملك عبد الله بن عبد العزيز، حتى أحيل إلى التقاعد في رمضان 1426هـ الموافق 2005 م بناء على طلبه.
جمع ما بين رئاسة الديوان الملكي، ورئاسة ديوان مجلس الوزراء حتى آخر التسعينات حيث استمر في رئاسة الديوان الملكي، بينما تم اعفاءه من رئاسة ديوان مجلس الوزراء وتعيين الأمير عبد العزيز بن فهد آل سعود، يذكر ان محمد النويصر كان يهتم بالمواطنين و أمورهم و كان شخص أمين وراقي في تعاملاته مع جميع أطياف المواطنين.
وكان يذكر بالخير من الجميع رغم الصلاحيات الممنوحة له ماليا، وإداريا. و كان بابه مفتوح لكل الشعب من اصغرهم إلى اكبرهم.

## وفاته
توفي في يوم الأربعاء 26 جمادى الأولى 1430 هـ الموافق 20 مايو 2009 م عن عمر يناهز (89) عاماً إثر مرض عانا منه طويلاً.